# 小行星9404
小行星9404（英語：9404）是一颗围绕太阳公转的小行星。1994年10月26日，上田清二、金田宏在钏路市发现了此天体。
这颗小行星的绝对星等为67.57518等。